# مولان (آیداهو)
مولان(به انگلیسی: Mullan) شهری در شهرستان شوشونی ایالت آیداهو است که جمعیت آن در سرشماری سال ۲۰۱۰ میلادی ۶۹۲ نفر بوده است.

## موقعیت جغرافیایی
موقعیت جغرافیایی شهرها و مناطق اطراف به شرح زیر است: